# Like Toy Soldiers
Like Toy Soldiers er en sang af rapperen Eminem fra hans femte album Encore. Sangen blev indspillet og produceret udelukkende af Eminem selv. Sangen indeholder samples fra Martikas Toy Soldiers (1989) som udgør koret og Paul Simons 50 Ways to Leave Your Lover (1975). 

## Baggrund
Denne sang fortæller historien om Eminems forsøg på at berolige rapper-communitiet. Han taler åbent om problemerne med The Source Magazine og dets redaktør, Raymond Benzino Scott, samt Murder Inc. Records, og forklarer fejden mellem Ja Rule og 50 Cent, som Eminem følte gik langt ud over Jay-Z mod Nas fejden. Eminem fortæller om et opgør med Beans, Chamillionaire og Paul Wall. Skuespiller/rapper Nathan Kress optræder i en cameo, hvor han rapper foran mikrofonen i Quad Studios i New York City. Sangen afsluttes med at Eminem tilbyder en våbenhvile til sine fjender. Hertil bringer sangen også nogle problemer op med hans fortsatte fejde med Ja Rule, der har fremsat bemærkninger omkring Eminems datter Hailie Scott, i en sang kaldet "Loose Change". Ja Rule kalder Eminems kone "a known slut", og hans mor et potvrag i sangen, og spekulerer over, hvad Eminems, daværende 8-årige, datter Hailie skulle blive til "når hun vokser op". "Like Toy Soldiers" blev senere indlemmet på Eminems opsamlingsalbum Curtain Call: The Hits i 2005.

## Musikvideo
Udgivet i 2004 – sangens video viser Eminems kollega fra D12, Proof, der bliver skudt ned i et drive-by shooting. Senere, i de tidlige timer den 11. april 2006 blev Proof skudt og dræbt i CCC Nightclub i Detroits 8 Mile Road. Gæsteoptrædener i videoen omfatter 50 Cent, Luis Resto, Dr. Dre, Obie Trice, og D12. Afdøde rappere 2Pac, Biggie Smalls, Big L, og tidligere D12 medlem Bugz vises også i slutningen af musikvideoen for at vise de fatale konsekvenser af rapkrigene.

## Hitlister
| Hitliste (2004–2005)                             | Peak position |
| ------------------------------------------------ | ------------- |
| Australien (ARIA)                                | 4             |
| Østrig (Ö3 Austria Top 40)                       | 8             |
| Belgien (Ultratop 50 Flanderen)                  | 11            |
| Belgien (Ultratop 50 Vallonien)                  | 18            |
| Danmark (Track Top-40)                           | 2             |
| Europa (European Hot 100 Singles)                | 1             |
| Finland (Suomen virallinen lista)                | 15            |
| Frankrig (SNEP)                                  | 34            |
| Tyskland (Official German Charts)                | 8             |
| Ungarn (Rádiós Top 40)                           | 6             |
| Irland (IRMA)                                    | 3             |
| Italien (FIMI)                                   | 8             |
| Holland (Dutch Top 40)                           | 8             |
| New Zealand (RIANZ)                              | 2             |
| Norge (VG-lista)                                 | 4             |
| Sverige (Sverigetopplistan)                      | 14            |
| Schweiz (Schweizer Hitparade)                    | 3             |
| Storbritannien Singles (Official Charts Company) | 1             |
| USA Billboard Hot 100                            | 34            |
| U.S. Billboard Rhythmic Top 40                   | 33            |
| USA Hot R&B/Hip-Hop Songs (Billboard)            | 64            |
| U.S. Billboard Mainstream                        | 24            |
| USA Mainstream Top 40 (Billboard)                | 24            |

| Efterfulgte: "It's Now or Never" by Elvis Presley | UK #1-singler 12. februar, 2005 – 18. februar, 2005 | Efterfulgtes af: "Sometimes You Can't Make It on Your Own" by U2 |